# نادي بناء الجزائر
نادي ديناميكية بناء الجزائر أو ديناميكية بناء الجزائر هو نادٍ جزائري سابق لكرة القدم كان مقره في الجزائر العاصمة. تأسس النادي باسم نادي ديناميكية بناء الجزائر ولعب مبارياته على أرضه في ملعب عمر حمادي في بولوغين. كان النادي نشيطًا في موسم 1972-1973 على الأقل ، عندما بلغ ربع نهائي كأس الجزائر. هذا هو أقدم ذكر مسجل لوجوده.
فاز النادي بنسخة 1981-82 من كأس الجزائر بفوزه على نصر حسين داي 2-1 في المباراة النهائية. كما وصل إلى نهائي نسخة 1983-84 لكنه خسر أمام مولودية وهران في النهائي. لعب أيضًا في كأس الكؤوس الأفريقية 1983 وخسر في ربع النهائي أمام أسيك أبيدجان. 